# Régiments de cavalerie français d'Ancien Régime (P)
Cet article présente la liste des régiments de cavalerie français d'Ancien Régime, commençant par la lettre Z.

## Régiment de Palluau cavalerie
Régiment de Palluau cavalerie
Le régiment est levé, le 20 mai 1646, par Philippe de Clérambault, comte de Palluau. Le 30 mai 1646 il prend le titre de régiment Mestre de camp général cavalerie, après la nomination de Philippe de Clérambault, comte de Palluau en tant Mestre de camp général de la cavalerie légère.

## Régiment de Paloiseau cavalerie
- Régiment de Paloiseau cavalerie

C'est l'ancien régiment de Renneville cavalerie qui prend le nom de « régiment de Paloiseau cavalerie » après avoir été donné novembre 1652 à M. de Paloiseau, après la mort du précédent mestre de camp. Licencié après la campagne de 1653, le régiment est rétabli à 6 compagnies en 1655. Dans le cadre de la guerre franco-espagnole, il combat en Picardie et est licencié après la campagne de 1656.

## Régiment de Pardaillan cavalerie
Régiment de Pardaillan cavalerie
Le régiment est levé, le 22 janvier 1649, par Alexandre de Beaudéan de Parabère, comte de Pardaillan, pour, dans le cadre de la guerre franco-espagnole. Après avoir tenu garnison à Barcelone, il passe en Guyenne en 1650, puis en Champagne ou il participe à la bataille de Rethel et il retourne en Guyenne en 1652. Il est licencié à la fin de 1654.

## Régiment de Payssac dragons
- Régiment de Payssac dragons[1]

## Régiment de Penthièvre cavalerie
- Régiment de Penthièvre cavalerie

C'est l'ancien régiment de Toulouse cavalerie qui prend le nom de « régiment de Penthièvre cavalerie » après avoir été donné, le 1er décembre 1737, à Louis Jean Marie de Bourbon, duc de Penthièvre. Le régiment est engagé dans les guerres de Succession de Pologne, de Succession d'Autriche et de Sept Ans. Par ordonnance du 25 mars 1776, il est transformé en régiment de dragons et prend le nom de régiment de Penthièvre dragons.

Régiment de Penthièvre cavalerie
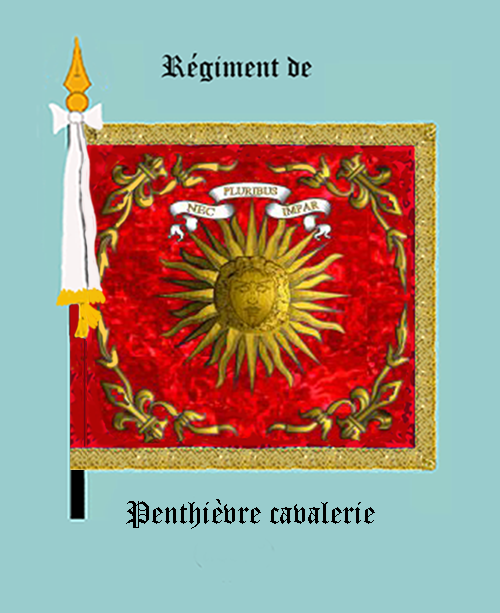
avers
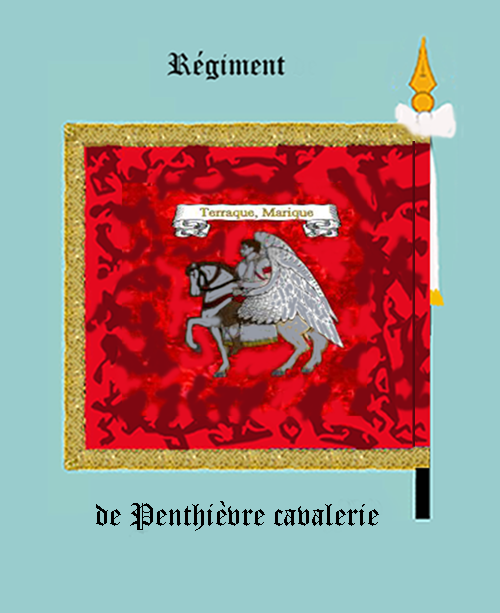
revers
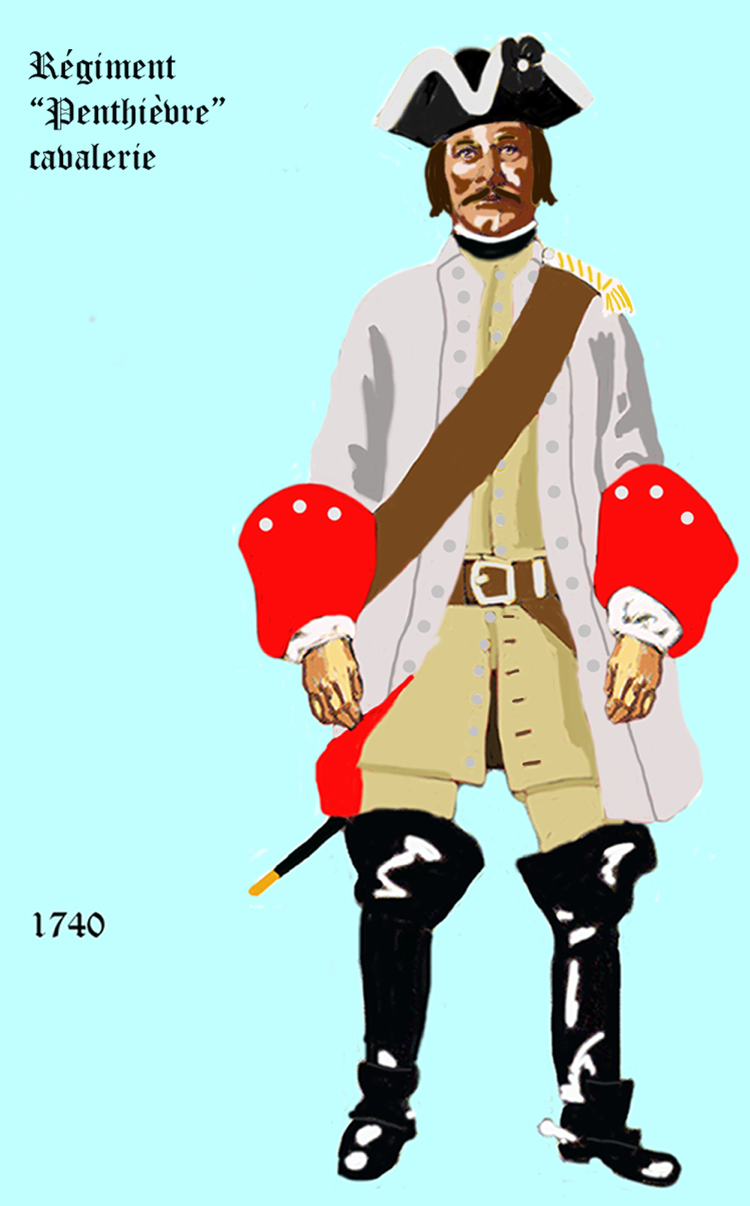
de 1740 à 1757
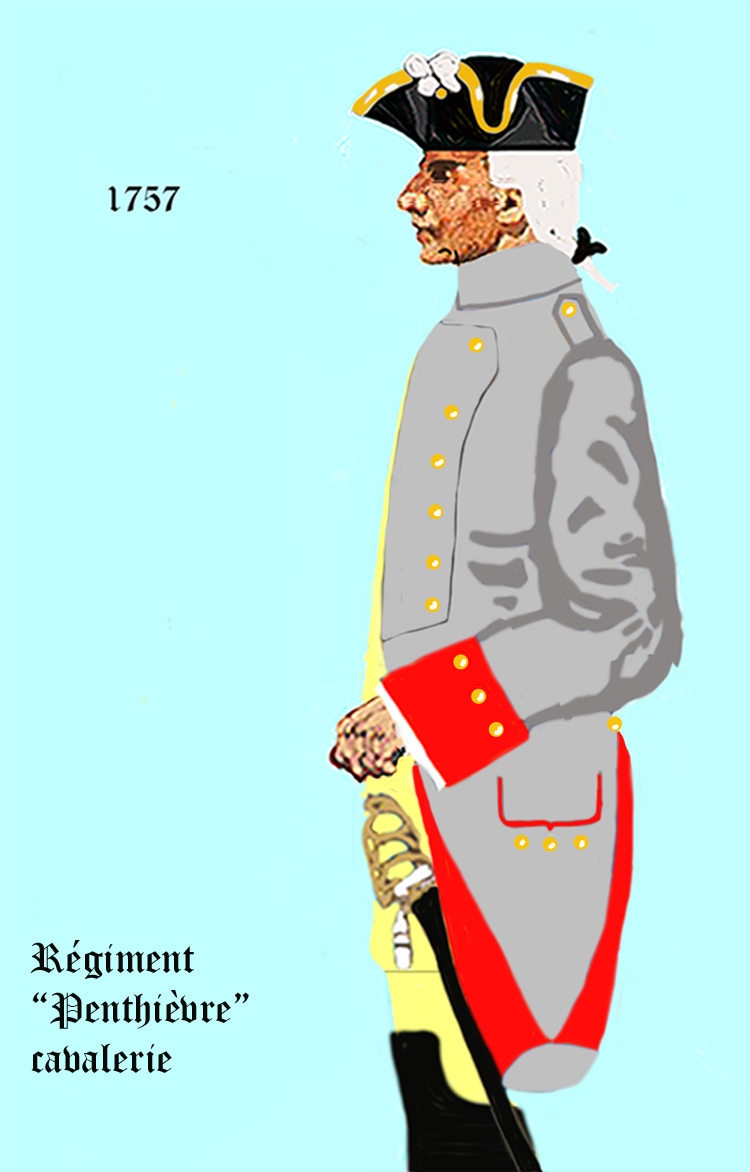
de 1757 à 1762
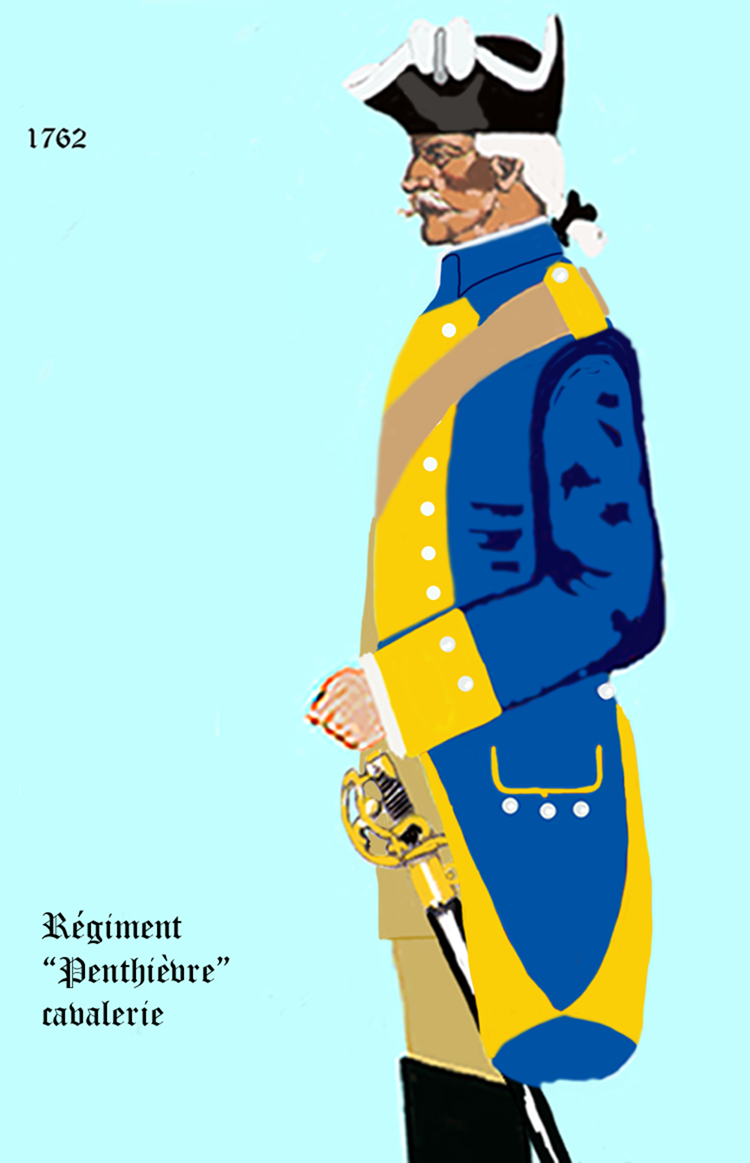
de 1762 à 1767
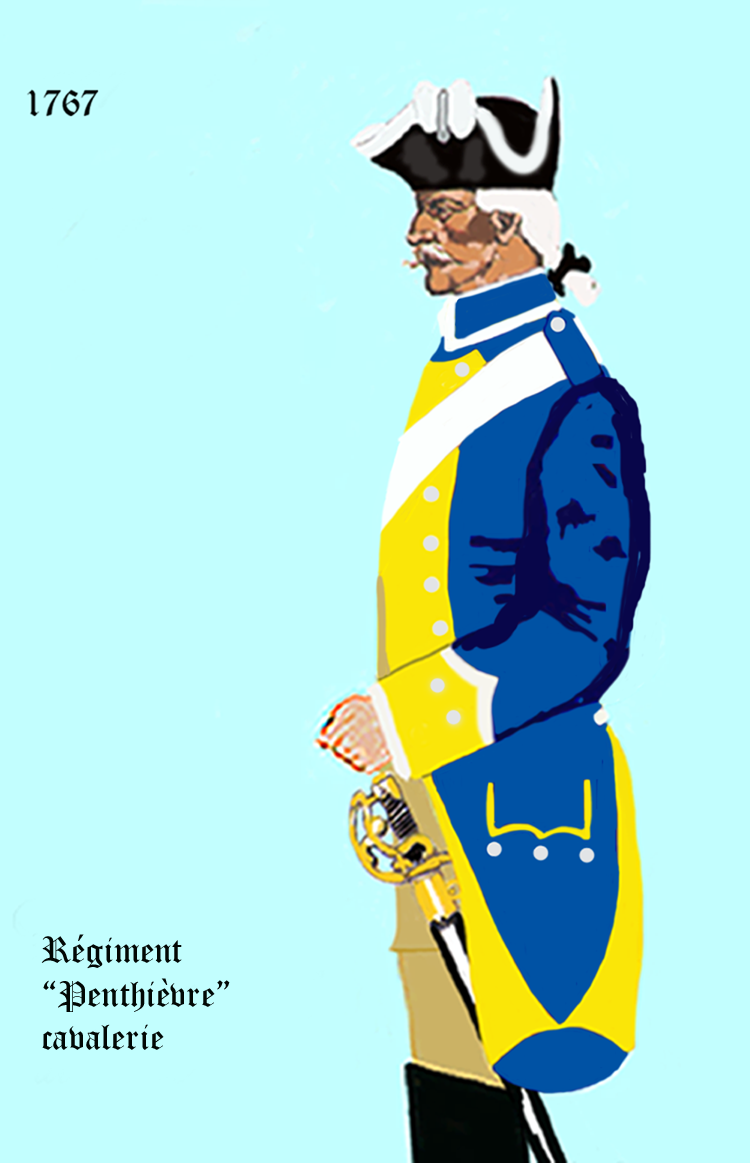
de 1767 à 1776

## Régiment de Penthièvre dragons
- Régiment de Penthièvre dragons

C'est l'ancien régiment de Penthièvre cavalerie qui prend le nom de « régiment de Penthièvre dragons » après avoir été transformé en régiment de dragons par l'ordonnance du 25 mars 1776. Lors de cette réorganisation, il est augmenté d'un escadron par l'incorporation du 2e escadron de chasseurs de la légion de Condé, et il prit le n° 14 dans l'arme des dragons. Le « régiment de Penthièvre dragons » est devenu depuis la Révolution le 8e régiment de dragons.

Régiment de Penthièvre dragons
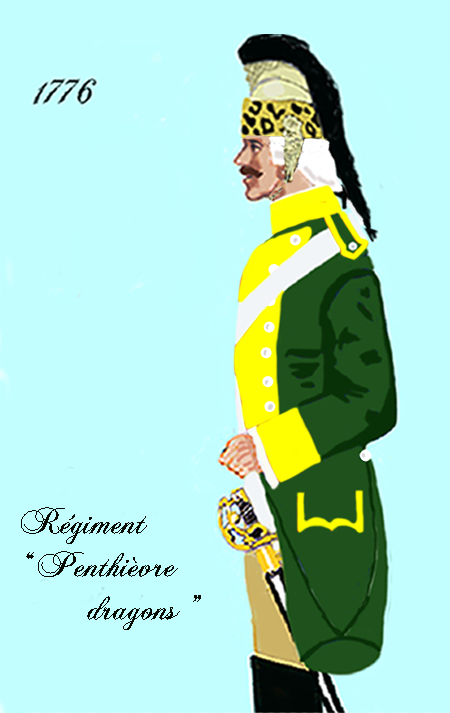
de 1776 à 1779
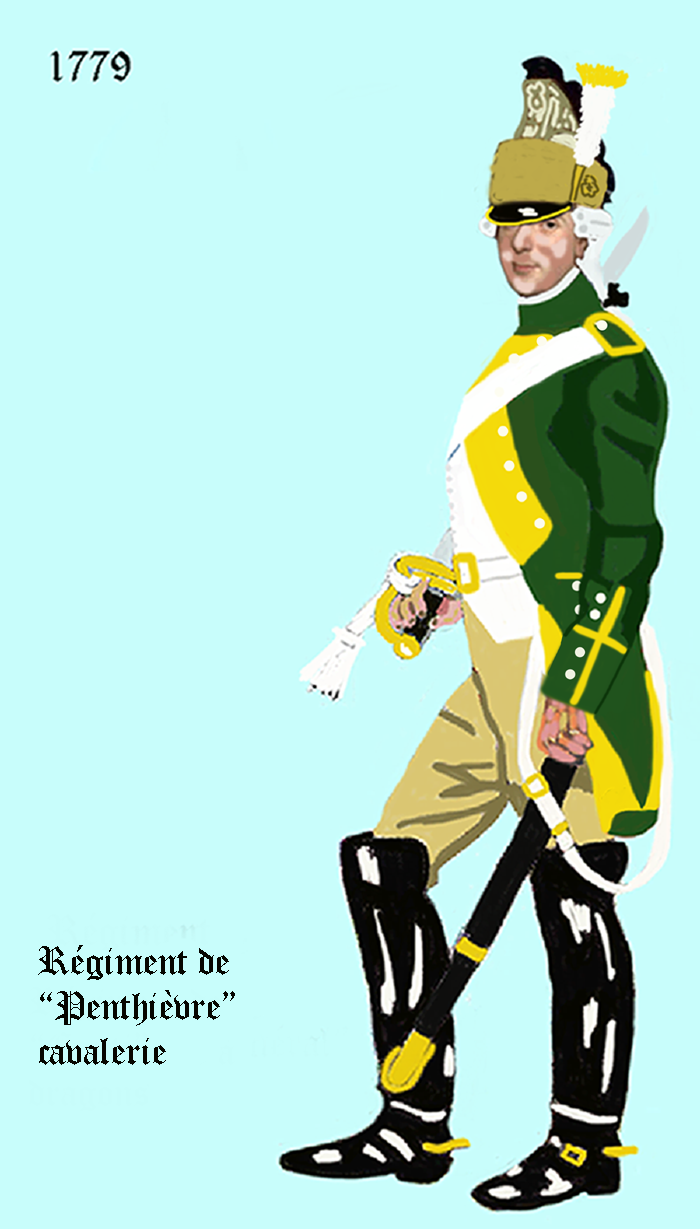
de 1779 à 1786
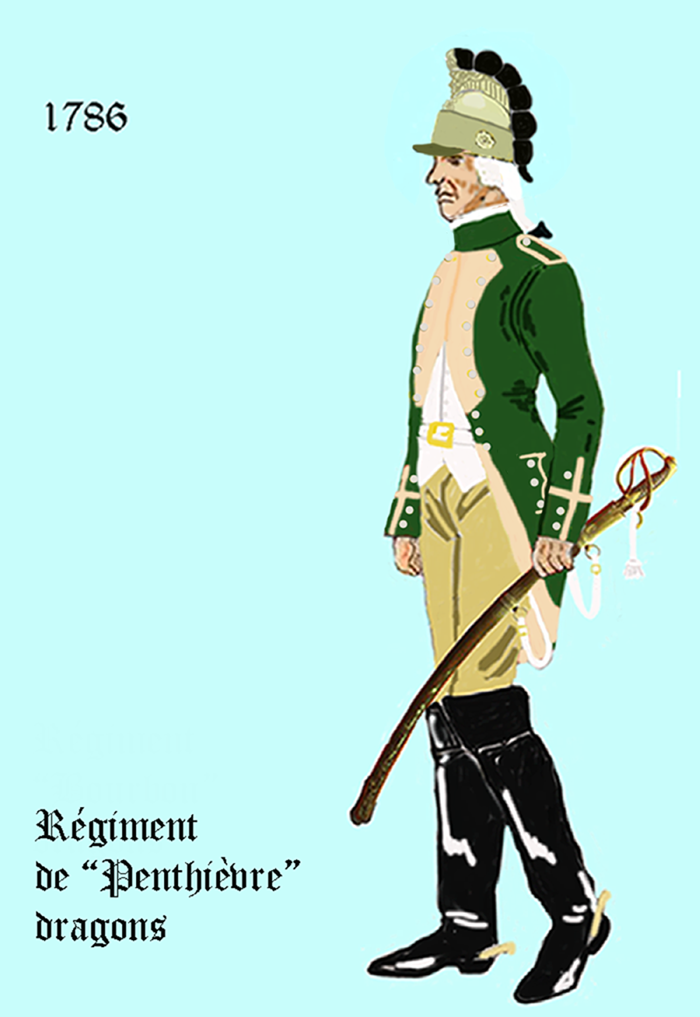
de 1786 à 1791
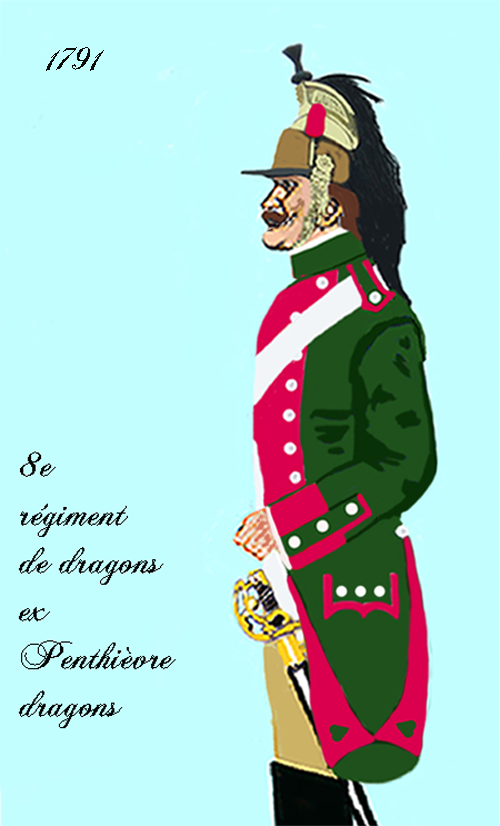
après 1791

## Régiment de Perrault cavalerie
- Régiment de Perrault cavalerie

C'est l'ancien régiment de La Vieuville cavalerie, qui est renommé « régiment de Perrault cavalerie »  après avoir été donné, en 1654, à M. de Perrault. Il participe à la prise de Clermont-en-Argonne et est licencié en Champagne, fin de 1655.

## Régiment de Persan cavalerie
- Régiment de Persan cavalerie

C'est l'ancien régiment de Rouanette cavalerie, qui est renommé « régiment de Persan cavalerie »  après avoir été donné, en 1648, à François de Vaudétar, marquis de Persan[réf. nécessaire]. Il participe à la guerre franco-espagnole et il est réformé le 20 janvier 1650, le mestre de camp étant passé dans le parti du prince de Condé avec une faible partie de ses soldats, qui combattent à Rethel en 1650. Les autres défendent la ville de Montrond en Berry, et sont licenciés le 24 octobre 1651.

## Régiment des chasseurs de Picardie
- Régiment des chasseurs de Picardie, (ancien Volontaires royaux)

## Régiment de Pignatelli-Egmont cavalerie
- Régiment de Pignatelli-Egmont cavalerie

## Régiment de Pinos cavalerie
- Régiment de Pinos cavalerie 

C'est l'ancien régiment de Bentivoglio cavalerie, qui est renommé « régiment de Pinos cavalerie » après avoir été donné le 10 juillet 1649, à Joseph de Pinos. Dans le cadre de la guerre franco-espagnole, il participe à la défense de Barcelone et y reste en garnison en 1650 et 1651. Le régiment est réformé à la fin de 1651.

## Régiment de Pionsac cavalerie
- Régiment de Pionsac cavalerie

Le régiment est levé le 27 juillet 1650, par Gilbert de Chabannes, marquis de Pionsac, pour la pacification du Bourbonnais. Il sert en Berry en 1652 et, durant le siège de Montrond le mestre de camp y est tué. Le régiment est alors donné 18 août 1652 à son fils Gilbert de Chabannes, comte de Pionsac et il est licencié après la campagne.

## Régiment du Plessis cavalerie
- Régiment du Plessis cavalerie[3]

## Régiment de Plessis-Bellière cavalerie
- Régiment de Plessis-Bellière cavalerie

Le régiment est levé le 5 août 1652, par Jacques de Rougé, marquis du Plessis-Bellière.  Dans le cadre de la guerre franco-espagnole, le régiment est envoyé en Catalogne, et il participe au secours de Barcelone puis au siège de Gérone, et au combat de Bordils en 1653, à l'expédition de Naples en 1654 durant laquelle le mestre de camp, est mortellement blessé le 17 novembre 1654 devant Castellamare. Il est alors remplacé 18 décembre de la même par son beau-frère René de Bruc de Montplaisir, le régiment devenant le régiment de Montplaisir cavalerie.

## Régiment de Podewilz-étrange
- Régiment de Podewilz-étrange

Le régiment est levé  le 9 juin 1652, par Henri, comte de Podewilz. Engagé dans l'armée de Turenne, il participe aux batailles de Bléneau, d'Étampes, du faubourg Saint-Antoine en 1652. Ils se trouve aux sièges de Vervins, de Rethel, de Mouzon, et de Sainte-Menehould en 1633, à celui de Stenay, au secours d'Arras en 1654, aux sièges de Landrecies, de Condé, de Saint-Ghislain en 1655, au siège de Valenciennes en 1656, aux prises de Montmédy, de Saint-Venant, d'Ardres, et de La Mothe en 1657, à la bataille des Dunes, aux sièges de Dunkerque et Bergues en 1658. Il est licencié en Flandre 18 avril 1661, excepté la compagnie du mestre de camp, qui fait partie en 1664 du corps envoyé en Hongrie et qui participe à la bataille de Saint-Gothard. Le régiment est rétabli, 7 décembre 1665, sur le pied de quatre compagnies et se trouve aux prises de Tournai, de Douai et de Lille en 1667. Il est licencié le 20 mai 1668.

## Régiment de Poitiers dragons
- Régiment de Poitiers dragons[3]

## Régiment de Pomare cavalerie
- Régiment de Pomare cavalerie 

Ce régiment italien est levé, le 11 février 1645, par Prosper de Gonzague, marquis de Pomare dans le cadre de la guerre de Trente Ans. En Italie, il se trouve au siège d'Orbitello en 1646 puis il part combattre en Catalogne et revient en Italie, où il assiste au siège de Crémone en 1647. Le régiment est licencié en 1648.

## Régiment de Pompadour cavalerie
- Régiment de Pompadour cavalerie

Le régiment est levé, le 20 janvier 1649, par Jean marquis de Pompadour. Il sert en Limousin et est licencié la même année, après les troubles.

## Régiment de Pons cavalerie
- Régiment de Pons cavalerie

## Régiment de Pont de Gaut cavalerie
- Régiment de Pont de Gaut cavalerie 

Ce régiment italien est levé, le 15 août 1644, par Pierre, chevalier du Pont de Gaut dans le cadre de la guerre de Trente Ans. Envoyé en Flandre, il se trouve aux prises de Cassel, et de Mardyck en 1645 et passe en Catalogne en novembre 1645 et participe  lors de la guerre des faucheurs, au siège de Lérida en 1646, au siège de Lérida, et au combat d'Àger en 1647 et au siège de Tortose en 1648. Il prend le nom de régiment de Saint-Germain-Apchon après avoir été donné, le 16 juin 1651, à Louis, marquis de Saint-Germain-Apchon.

## Régiment de Praslin cavalerie (1638-1668)
- Régiment de Praslin cavalerie (1638-1668)

Le régiment est formé le 24 janvier 1638, par Roger de Choiseul, marquis de Praslin, mestre de camp général de la cavalerie légère. Le régiment n'a pas eu officiellement le titre de « régiment Mestre de camp général ». Engagé dans la guerre de Trente Ans, il se trouve en Flandre et assiste au siège et combat de Saint-Omer en 1639 puis il passe en Champagne participe à la bataille de Thionville la même année. Il se trouve en Picardie en 1640, où il prend part au siège d'Arras, puis en 1643 à la bataille de la Marfée durant laquelle Roger de Choiseul, marquis de Praslin est tué. Le 22 juillet 1643 il est remplacé François de Choiseul, marquis du Plessis-Praslin qui commande déjà le régiment Colonel-Général cavalerie (1635-1654). Le régiment assiste à la bataille de Honnecourt en 1642 puis il passe en Italie où il concourt aux prises de Trino et d'Asti en 1643, aux prises de Santia et du château d'Asti en 1644, à la prise de Vigevano, combats de la Rocca et de la Mora en 1645, à la prise de Piombino en 1646, au siège de Crémone en 1647, à la bataille de Crémone en 1648. Durant la Fronde, il se trouve au blocus de Paris, au combat de Brie-Comte-Robert, puis il passe en Flandre, et assiste aux sièges de Cambrai, de Condé et de Maubeuge en 1649. Réduit en compagnies de garnison en 1650, il est rétabli le 7 décembre 1665, par Alexandre de Choiseul, comte du Plessis-Praslin qui mène le régiment aux prises de Tournai, de Douai, et de Lille en 1667. Affecté à l'armée de Monsieur en 1668, le régiment est licencié à Alveringem le 24 mai 1668.

## Régiment de Praslin cavalerie (1682-1693)
- Régiment de Praslin cavalerie (1682-1693)

C'est l'ancien régiment d'Heudicourt cavalerie (1674-1682) qui prend le nom de « régiment de Praslin cavalerie » du nom de son mestre de camp Jean-Baptiste Gaston de Choiseul-Praslin après avoir été remis sur pied en 1682. Engagé dans la guerre des Réunions, il prend le nom de régiment de Toulouse cavalerie le 28 août 1693 après être devenu la propriété de Louis-Alexandre de Bourbon, comte de Toulouse.

## Régiment de Piennes cavalerie
- Régiment de Piennes cavalerie

C'est l'ancien régiment de Mazarin-Français cavalerie qui prend le nom de « régiment de Piennes cavalerie » après avoir été donné le 15 février 1651, à Antoine de Brouilly, marquis de Piennes. Dans le cadre de la guerre franco-espagnole il est envoyé à Pignerol pour y tenir garnison. Donné le 11 avril 1635, à un frère du marquis de Piennes, celui-ci en reprend le commandement le 30 avril 1659. Le régiment est licencié à Pignerol, le 20 juillet 1660.

## Régiment des Portes Cochères cavalerie
- Régiment des Portes Cochères cavalerie

Autre nom du régiment de Retz cavalerie

## Régiment du Prince Camille cavalerie (1689-1702)
- Régiment du Prince Camille cavalerie (1689-1702)

C'est l'ancien régiment de La Valette cavalerie (1656-1689) qui est renommé « régiment du Prince Camille cavalerie » après avoir été donné le 25 novembre 1689, au prince Camille de Lorraine durant la guerre de la Ligue d'Augsbourg. Il se trouve en Flandre en 1696 puis au camp de Compiègne en 1698 après le traité de Ryswick. Il est engagé en Allemagne en 1701 lors de la guerre de Succession d'Espagne. Il prend le nom de régiment du Prince Charles cavalerie après avoir été donné, le 10 février 1702, au prince Charles de Lorraine, comte d'Armagnac.

## Régiment du Prince Camille cavalerie (1743-1749)
- Régiment du Prince Camille cavalerie (1743-1749)

C'est l'ancien régiment d'Aumont cavalerie, qui est renommé « régiment du Prince Camille cavalerie »  après avoir été donné à Camille Louis de Lorraine, prince Camille, le 20 juillet 1743. Il prend le nom de régiment de Vienne cavalerie après avoir été donné à N. comte de Vienne, le 1er février 1749.

Régiment du Prince Camille cavalerie
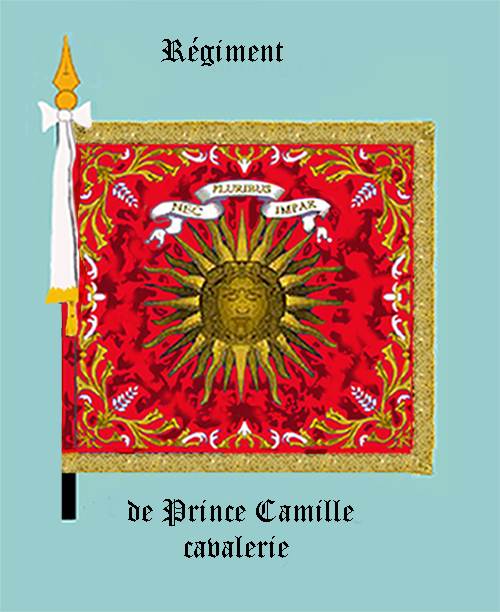
avers

## Régiment du Prince Charles cavalerie
- Régiment du Prince Charles cavalerie

C'est l'ancien régiment du Prince Camille cavalerie (1689-1702) qui est renommé « régiment du Prince Charles cavalerie » après avoir été donné le 10 février 1702, au prince Charles de Lorraine, comte d'Armagnac. Lors de la guerre de Succession d'Espagne il participe au siège de Kelh, et à l'expédition de Bavière en 1703 puis à la bataille d'Hochstadt. Il se trouve sur le Rhin et la Moselle jusqu'à la paix de Rastadt. Il prend le nom de régiment de Lambesc cavalerie après avoir été donné, le 28 mars 1708, à N. de Lorraine comte de Lambesc.

## Régiment du Prince Maurice cavalerie
- Régiment du Prince Maurice cavalerie 

Ce régiment savoisien est levé, le 18 juin 1645, par Maurice de Savoie. Dans le cadre de la guerre de Trente Ans il combat en Italie, et participe aux prises de Vigevano et de La Rocca, et au combat de la Mora. Licencié en février 1652, il passe au service du prince de Condé en Guyenne.